# Оксфорд (Алабама)
Оксфорд (англ. Oxford) — місто (англ. city) в США, в округах Калгун і Талладіга штату Алабама. Населення — 22 069 осіб (2020).

## Географія

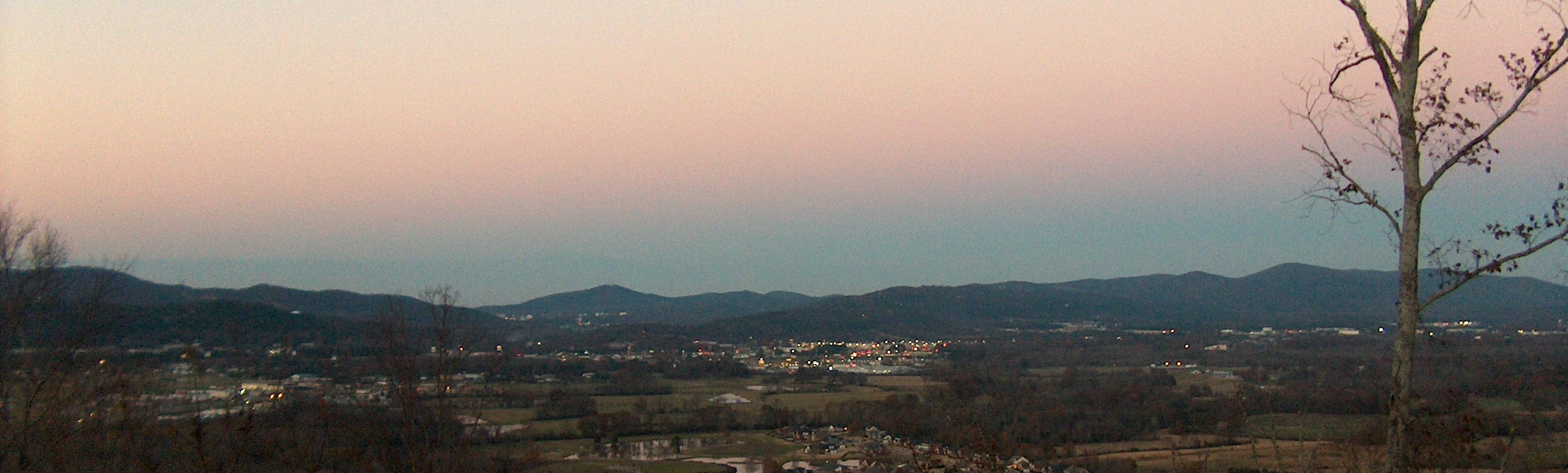

Оксфорд розташований за координатами 33°35′51″ пн. ш. 85°52′16″ зх. д. / 33.59750° пн. ш. 85.87111° зх. д. (33.597601, -85.871171).  За даними Бюро перепису населення США в 2010 році місто мало площу 80,28 км², з яких 79,43 км² — суходіл та 0,86 км² — водойми.

## Демографія
Згідно з переписом 2010 року, у місті мешкало 21 348 осіб у 8072 домогосподарствах у складі 5955 родин. Густота населення становила 266 осіб/км².  Було 8806 помешкань (110/км²).
Расовий склад населення:
| - 80,5 % — білих - 12,6 % — чорних або афроамериканців - 1,1 % — азіатів - 0,4 % — корінних американців - 3,9 % — осіб інших рас |

До двох чи більше рас належало 1,5 %. Частка іспаномовних становила 6,6 % від усіх жителів.
За віковим діапазоном населення розподілялося таким чином: 25,2 % — особи молодші 18 років, 61,5 % — особи у віці 18—64 років, 13,3 % — особи у віці 65 років та старші. Медіана віку мешканця становила 37,8 року. На 100 осіб жіночої статі у місті припадало 93,0 чоловіків;  на 100 жінок у віці від 18 років та старших — 89,5 чоловіків також старших 18 років.
Середній дохід на одне домашнє господарство  становив 62 775 доларів США (медіана — 51 375), а середній дохід на одну сім'ю — 70 938 доларів (медіана — 58 382). Медіана доходів становила 45 975 доларів для чоловіків та 29 309 доларів для жінок. За межею бідності перебувало 11,7 % осіб, у тому числі 18,6 % дітей у віці до 18 років та 10,2 % осіб у віці 65 років та старших.
Цивільне працевлаштоване населення становило 9434 особи. Основні галузі зайнятості: освіта, охорона здоров'я та соціальна допомога — 20,6 %, виробництво — 19,1 %, роздрібна торгівля — 13,5 %, науковці, спеціалісти, менеджери — 8,8 %.